# Куликовка (Крым)
Кулико́вка (до 1948 года Кучу́к-Актачи́; укр. Куликівка, крымскотат. Küçük Aqtaçı, Кучюк Акътачы) — село в Сакском районе Крыма, входит в состав Лесновского сельского поселения (Лесновского сельского совета).

## Население
| 2001 | 2014 |
| ---- | ---- |
| 432  | ↘421 |

Всеукраинская перепись 2001 года показала следующее распределение по носителям языка
| Язык             | Процент |
| ---------------- | ------- |
| русский          | 68.75   |
| украинский       | 16.44   |
| крымскотатарский | 13.43   |
| другие           | 0.92    |

### Динамика численности
| - 1806 год — 80 чел. - 1900 год — 84 чел. - 1918 год — 84 чел. - 1926 год — 40 чел. | - 1989 год — 452 чел. - 2001 год — 432 чел. - 2009 год — 411 чел. - 2014 год — 421 чел. |

## Современное состояние
На 2016 год в Куликовке числится 6 улиц; на 2009 год, по данным сельсовета, село занимало площадь 82,1 гектара, на которой в 158 дворах числилось 411 жителей. В селе действуют сельский клуб,, сельская библиотека, фельдшерско-акушерский пункт, церковь Феодосия, архиепископа Черниговского. Куликовка связана автобусным сообщением с Саками.

## География
Куликовка — село в центре района, в степном Крыму, на берегу восточного залива озера Сасык, высота центра села над уровнем моря — 14 м. Соседние сёла: Гаршино в 0,5 км на запад и Охотниково — в 2,5 км на север. Расстояние до райцентра — около 12 километров (по шоссе), там же ближайшая железнодорожная станция. Транспортное сообщение осуществляется по региональной автодороге 35Н-467 от шоссе 35Н-441 Новосёловское — Саки (1,5 км) (по украинской классификации — С-0-11219).

## История
В Каракуртском кадылыке Бахчисарайского каймаканства, куда территориально относилась деревня в последний период Крымского ханства записан только Биюк-Актачи — возможно, два расположенных рядом селения записали, как одно.
После присоединения Крыма к России (8) 19 апреля 1783 года, (8) 19 февраля 1784 года, именным указом Екатерины II сенату, на территории бывшего Крымского Ханства была образована Таврическая область и деревня была приписана к Евпаторийскому уезду. После Павловских реформ, с 1796 по 1802 год, входила в Акмечетский уезд Новороссийской губернии. По новому административному делению, после создания 8 (20) октября 1802 года Таврической губернии, Кучук-Актачи был включён в состав Тулатской волости Евпаторийского уезда.
По Ведомости о волостях и селениях, в Евпаторийском уезде с показанием числа дворов и душ… от 19 апреля 1806 года в деревне Кучук-Актачи числилось 10 дворов и 80 жителей крымских татар. На военно-топографической карте генерал-майора Мухина 1817 года деревня, записанная как Беши актачи, обозначена с 10 дворами. После реформы волостного деления 1829 года Кучук-Актачи, согласно «Ведомости о казённых волостях Таврической губернии 1829 года», отнесли к Темешской волости (переименованной из Тулатской). Затем, видимо, вследствие эмиграции крымских татар в Турцию, деревня заметно опустела и на карте 1836 года в деревне 3 двора, а на карте 1842 года Кучук-Актачи обозначен условным знаком «малая деревня», то есть, менее 5 дворов.
В 1860-х годах, после земской реформы Александра II, деревню приписали к Сакской волости. Согласно «Памятной книжке Таврической губернии за 1867 год», деревня Кучук Акточи была покинута жителями в 1860—1864 годах, в результате эмиграции крымских татар, особенно массовой после Крымской войны 1853—1856 годов, в Турцию и заселена русскими поселенцами (по данным М. Родионова в книге Описание Таврической епархии 1872 года — русские переселенцы из внутренних губерний). В «Списке населённых мест Таврической губернии по сведениям 1864 года» Кучук-Актачи ещё не записан, а на трехверстовой карте Шуберта 1865—1876 года в деревне уже 4 двора. В Памятных книгах Таврической губернии 1889 и 1892 годов деревня не записана, а, согласно энциклопедическому словарю «Немцы России», в 1890 году немцами-лютеранами, переселенцами из беловежских колоний, на 900 десятинах приобретёной в собственность земли, была основана колония. По «…Памятной книжке Таврической губернии на 1900 год» в Кучук-Актачи (записано, как Актачи-Кучук) Сакской волости числилось 84 жителя в 20 дворах. На 1914 год в селении действовала лютеранская школа грамотности. В Статистическом справочнике Таврической губернии 1915 года деревня не значится, а по энциклопедическому словарю в 1918 году было 40 жителей.
После установления в Крыму Советской власти, по постановлению Крымревкома от 8 января 1921 года № 206 «Об изменении административных границ» была упразднена волостная система и село вошло в состав Евпаторийского района Евпаторийского уезда, а в 1922 году уезды получили название округов. 11 октября 1923 года, согласно постановлению ВЦИК, в административное деление Крымской АССР были внесены изменения, в результате которых округа были отменены и произошло укрупнение районов — территорию округа включили в Евпаторийский район. Согласно Списку населённых пунктов Крымской АССР по Всесоюзной переписи 17 декабря 1926 года, в селе Кучук-Актачи, Темешского сельсовета Евпаторийского района, числилось 6 дворов, из них 5 крестьянских, население составляло 40 человек, из них 39 немцев и 1 украинец. После образования в 1935 году Сакского района село включили в его состав. Вскоре после начала Великой Отечественной войны, 18 августа 1941 года крымские немцы были выселены, сначала в Ставропольский край, а затем в Сибирь и северный Казахстан.
После освобождения Крыма от фашистов, 12 августа 1944 года было принято постановление № ГОКО-6372с «О переселении колхозников в районы Крыма», по которому в район из Курской и Тамбовской областей РСФСР в район переселялись 8100 колхозников, а в начале 1950-х годов последовала вторая волна переселенцев из различных областей Украины. С 25 июня 1946 года Кучук-Актачи в составе Крымской области РСФСР. Указом Президиума Верховного Совета РСФСР от 18 мая 1948 года, Кучук-Актачи переименовали в Куликовку. Существует версия, что новое название присвоено в честь учачтника освобожденгия Крыма, командира звена истребителей 7-го истребительного полка ВВС Черноморского флота, Героя Советского Союза, Виктора Николаевича Куликова. 26 апреля 1954 года Крымская область была передана из состава РСФСР в состав УССР. Время включения в состав Охотниковского сельсовета пока не установлено: на 15 июня 1960 года село уже числилось в его составе. Указом Президиума Верховного Совета УССР «Об укрупнении сельских районов Крымской области», от 30 декабря 1962 года село присоединили к Евпаторийскому району. 1 января 1965 года, указом Президиума ВС УССР «О внесении изменений в административное районирование УССР — по Крымской области», Евпаторийский район был упразднён и село включили в состав Сакского (по другим данным — 11 февраля 1963 года). К 1 января 1968 года Куликовку переподчинили Лесновскому сельсовету. По данным переписи 1989 года в селе проживало 452 человека. С 12 февраля 1991 года село в восстановленной Крымской АССР, 26 февраля 1992 года переименованной в Автономную Республику Крым. С 21 марта 2014 года в составе Крыма аннексирована Россией.